# ماري روبرتس
ماري روبرتس (بالإنجليزية: Mary Roberts)‏ هي لاعبة كمال أجسام أمريكية، ولدت في 17 مارس 1950 في الولايات المتحدة.